# Seznam lůžkových hospiců v Česku
Toto je seznam lůžkových hospiců v České republice, provozovaných povětšinou církvemi nebo s nimi spjatými občanskými sdruženími:
| název hospice                     | místo             | otevřen | název provozovatele                              | stránky |
| --------------------------------- | ----------------- | ------- | ------------------------------------------------ | --- |
| Hospic Anežky České               | Červený Kostelec  | 1995    | Oblastní charita Červený Kostelec                | http://www.hospic.cz/                                                                                                |
| Hospic sv. Lazara                 | Plzeň             | 1998    | Hospic svatého Lazara                            | http://www.hsl.cz/                                                                                                   |
| Hospic Štrasburk                  | Praha-Bohnice     | 1998    | Hospic Štrasburk                                 | http://www.hospicstrasburk.cz                                                                                        |
| Dům léčby s hospicem sv. Josefa   | Rajhrad           | 1999    | Oblastní charita Rajhrad                         | https://rajhrad.charita.cz/nase-sluzby/dum-lecby-bolesti-s-hospicem-sv-josefa//                                      |
| Hospic sv. Štěpána                | Litoměřice        | 2001    | Hospic sv. Štěpána, občanské sdružení            | http://www.hospiclitomerice.cz/                                                                                      |
| Hospic na Svatém Kopečku          | Svatý Kopeček     | 2002    | Hospic na Svatém Kopečku                         | http://www.hospickopecek.caritas.cz/                                                                                 |
| Hospic CITADELA                   | Valašské Meziříčí | 2003    | Diakonie ČCE - hospic CITADELA                   | http://www.citadela.cz/                                                                                              |
| Hospic sv. Alžběty                | Brno              | 2004    | Gabriela o. s.                                   | http://www.hospicbrno.cz/                                                                                            |
| Hospic v Mostě                    | Most              | 2005    | HOSPIC v MOSTĚ, o. p. s.                         | http://www.hospic-most.cz/                                                                                           |
| Hospic sv. Jana Nepomuka Neumanna | Prachatice        | 2005    | Hospic sv. Jana N. Neumanna                      | http://www.hospicpt.cz/prachatice/                                                                                   |
| Hospic sv. Lukáše                 | Ostrava-Výškovice | 2007    | Charita Ostrava                                  | https://ostrava.caritas.cz/komu-pomahame/lide-v-zaveru-zivota/luzkovy-hospic-lukas/                                  |
| Hospic Dobrého pastýře            | Čerčany           | 2008    | Občanské sdružení TŘI                            | https://web.archive.org/web/20140815123632/http://www.hospic-cercany.cz/hospic-dobreho-pastyre/o-luzkovem-hospici-dp |
| Hospic Chrudim                    | Chrudim           | 2009    | Smíření – hospicové sdružení pro Pardubický kraj | http://www.smireni.cz/                                                                                               |
| Hospic Frýdek-Místek              | Frýdek-Místek     | 2011    | Hospic Frýdek-Místek, p. o.                      | http://www.hospicfm.cz/                                                                                              |
| Hospic Malovická                  | Praha-Záběhlice   | 2011    | „soft palm” o. s.                                | http://www.hospicmalovicka.cz Archivováno 17. 5. 2014 na Wayback Machine.                                            |
| Hospic Mezi stromy                | Havlíčkův Brod    | 2024    | Hospic Mezi stromy, z. s.                        | https://hospicmezistromy.cz/hospic/                                                                                  |